# بیوویه
بیوویه (به صربی: Bivolje) یک منطقهٔ مسکونی در صربستان است که در کروشواس واقع شده‌است. بیوویه ۲۷۵ نفر جمعیت دارد.